# Östlig strimtrögfågel
Östlig strimtrögfågel (Nystalus striolatus) är en fågel i familjen trögfåglar inom ordningen jakamar- och trögfåglar.

## Utseende och läte
Östlig strimtrögfågel är en knubbig fågel med stort huvud och kraftig näbb. Den är kraftigt streckad på kinder, bröst och flanker. Hjässan är mörkbrun, liksom vingarna. Noterbart är den buskiga vita hakan och de ljusa ögonen. Sången består av en vittljudande och melankoliskt flöjtande serie, i engelsk litteratur återgiven som "whip, whi-wheeu, wheeeeeuu".

## Utbredning och systematik
Östlig strimtrögfågel delas in i två underarter med följande utbredning:
- Nystalus striolatus striolatus – förekommer i östra Ecuador till östra Peru, Bolivia och sydväst Amazonas Brasilien
- Nystalus striolatus torridus – förekommer i öster Brasilien södra om Amazonfloden (Pará)

## Levnadssätt
Östlig strimtrögfågel hittas i fuktiga skogar och skogsbryn. Den håller till i trädtaket eller strax därunder och kan sitta helt stilla under långa perioder.

## Status
IUCN kategoriserar arten som livskraftig, men inkluderar västlig strimtrögfågel i bedömningen.